# Надь, Йожеф (легкоатлет)
Йожеф Надь (венг. József Nagy; 2 октября 1881, Фейер, Транслейтания — 1952, Balatonszepezd, Веспрем) — венгерский легкоатлет, бронзовый призёр летних Олимпийских игр 1908 года.
На Играх 1908 года в Лондоне Надь участвовал в четырёх дисциплинах. Вместе со своей командной он занял третье место в смешанной эстафете. В забегах на 400, 800 и 1500 м он останавливался на первых раундах.